# Thana Bhawan
Thana Bhawan là một thị xã và là một nagar panchayat của quận Muzaffarnagar thuộc bang Uttar Pradesh, Ấn Độ.

## Nhân khẩu
Theo điều tra dân số năm 2001 của Ấn Độ, Thana Bhawan có dân số 31.183 người. Phái nam chiếm 53% tổng số dân và phái nữ chiếm 47%. Thana Bhawan có tỷ lệ 47% biết đọc biết viết, thấp hơn tỷ lệ trung bình toàn quốc là 59,5%: tỷ lệ cho phái nam là 54%, và tỷ lệ cho phái nữ là 39%. Tại Thana Bhawan, 18% dân số nhỏ hơn 6 tuổi.